# Nichirei International Championships 1994
Nichirei International Championships 1994 — жіночий тенісний турнір, що проходив на відкритих кортах з твердим покриттям Ariake Coliseum у Токіо (Японія). Належав до турнірів 2-ї категорії в рамках Туру WTA 1994. Турнір відбувся вп'яте і тривав з 20 до 25 вересня 1994 року. Перша сіяна Аранча Санчес Вікаріо здобула титул в одиночному розряді й отримала 80 тис. доларів США.

## Фінальна частина

### Одиночний розряд
Аранча Санчес Вікаріо —  Емі Фрейзер 6–1, 6–2
- Для Санчес Вікаріо це був 7-й титул в одиночному розряді за сезон і 19-й — за кар'єру.

### Парний розряд
Жулі Алар /  Аранча Санчес Вікаріо —  Емі Фрейзер /  Лінда Вілд 6–1, 0–6, 6–1